# Ота Йосіякі
Йосіякі Ота (яп. 吉彰 太田, нар. 11 червня 1983, Хамамацу, Японія) — японський футболіст, півзахисник клубу «Джубіло Івата».
Виступав, зокрема, за клуби «Джубіло Івата» та «Вегалта Сендай».

## Ігрова кар'єра
Вихованець футбольної школи клубу «Джубіло Івата». Дорослу футбольну кар'єру розпочав 2002 року в основній команді того ж клубу, в якій провів сім сезонів, взявши участь у 115 матчах чемпіонату. 
Своєю грою за цю команду привернув увагу представників тренерського штабу клубу «Вегалта Сендай», до складу якого приєднався 2010 року. Відіграв за команду з Сендая наступні чотири сезони своєї ігрової кар'єри. Більшість часу, проведеного у складі «Вегалта Сендай», був основним гравцем команди.
До складу клубу «Джубіло Івата» приєднався 2015 року.